# 3932 Едшей
3932 Едшей (3932 Edshay) — астероїд головного поясу, відкритий 27 вересня 1984 року.
Тіссеранів параметр щодо Юпітера — 3,368.